# Магнітотелуричні методи розвідки
Магнітотелуричні методи розвідки, магнітотелурична розвідка (рос. магнитотеллурические методы разведки (магнитотеллурическая розведка), англ. magnetotelluric methods of prospecting; нім. magneto-tellurische Explorationsverfahren n pl, Tellurik f) — комплекс методів електричної розвідки, що базується на вивченні варіацій природного електромагнітного (магнітотелуричного) поля Землі, зумовлених різними явищами в йоносфері й магнітосфері планети.
Магнітотелуричні методи розвідки застосовуються в основному при пошуках і розвідці родовищ нафти і газу і глибинних дослідженнях земної кори і верхньої мантії, при пошуках і розвідці рудних родовищ і термальних вод. Переваги методу в порівнянні з іншими методами електророзвідки полягають у більшій глибинності, а також у відсутності штучних джерел поля, що робить ці методи більш мобільними, особливо у важкодоступних районах.